# Сальбертранд
Сальбертранд (итал. Salbertrand) — коммуна в Италии, располагается в регионе Пьемонт, в провинции Турин.
Население составляет 461 человек (2008 г.), плотность населения составляет 12 чел./км². Занимает площадь 40 км². Почтовый индекс — 10050. Телефонный код — 0122.
Покровителем коммуны почитается святой Иоанн Креститель, празднование 24 июня.

## Демография
Динамика населения:

## Администрация коммуны
- Официальный сайт: http://www.comune.salbertrand.to.it/